# Marusarzowa Turnia
Marusarzowa Turnia (niem. Marusarz-Turm, słow. Ondrejova veža, węg. Marusarz-torony, 2083 m) – wyraźnie widoczna kulminacja w Żabiej Grani (Žabí hrebeň) w Tatrach Wysokich. Znajduje się na granicy polsko-słowackiej pomiędzy Marusarzową Przełączką (Ondrejova štrbina, 2060 m) a Owczą Przełęczą (Ovčie sedlo, 2038 m). Ta pierwsza oddziela Marusarzową Turnię od Żabiego Szczytu Niżniego, druga natomiast od Owczych Turniczek.
Marusarzowa Turnia w kierunku wschodnim, do Doliny Żabich Stawów Białczańskich, opada litą i pionową ścianą o wysokości 30 m. W kierunku zachodnim, w stronę Morskiego Oka, odchodzi skaliste żebro oddzielające Owczy Żleb od prawej odnogi Marusarzowego Żlebu. W żebrze tym znajdują się trzy turniczki. Dwie dolne mają wysokość względną około 10 m, górna jest wielkością zbliżona do Marusarzowej Turni. Ma ściany o wysokości około 50 m. Pomiędzy turniczkami są trzy siodełka. Wszystkimi można łatwo przejść z Owczego do Marusarzowego Żlebu (lub odwrotnie). Najszersze jest najwyższe siodełko zwane Marusarzowym Przechodem.
Nazwa turni oraz pobliskiej przełęczy została wprowadzona w 1954 r. dla uczczenia pamięci Jędrzeja Marusarza, górala, przewodnika tatrzańskiego i ratownika górskiego.

## Taternictwo
Pierwsze odnotowane wejście – 26 lipca 1905 r., Janusz Chmielowski, Károly Jordán z przewodnikiem Jędrzejem Marusarzem, podczas wejścia na Żabi Szczyt Niżni. Wschodnie (słowackie) stoki Marusarzowej Turni znajdują się obecnie w zamkniętym dla turystów i taterników obszarze ochrony ścisłej Tatrzańskiego Parku Narodowego, zachodnie (polskie) poza rejonami dopuszczonymi do uprawiania taternictwa (można je uprawić na południe od Białczańskiej Przełęczy).

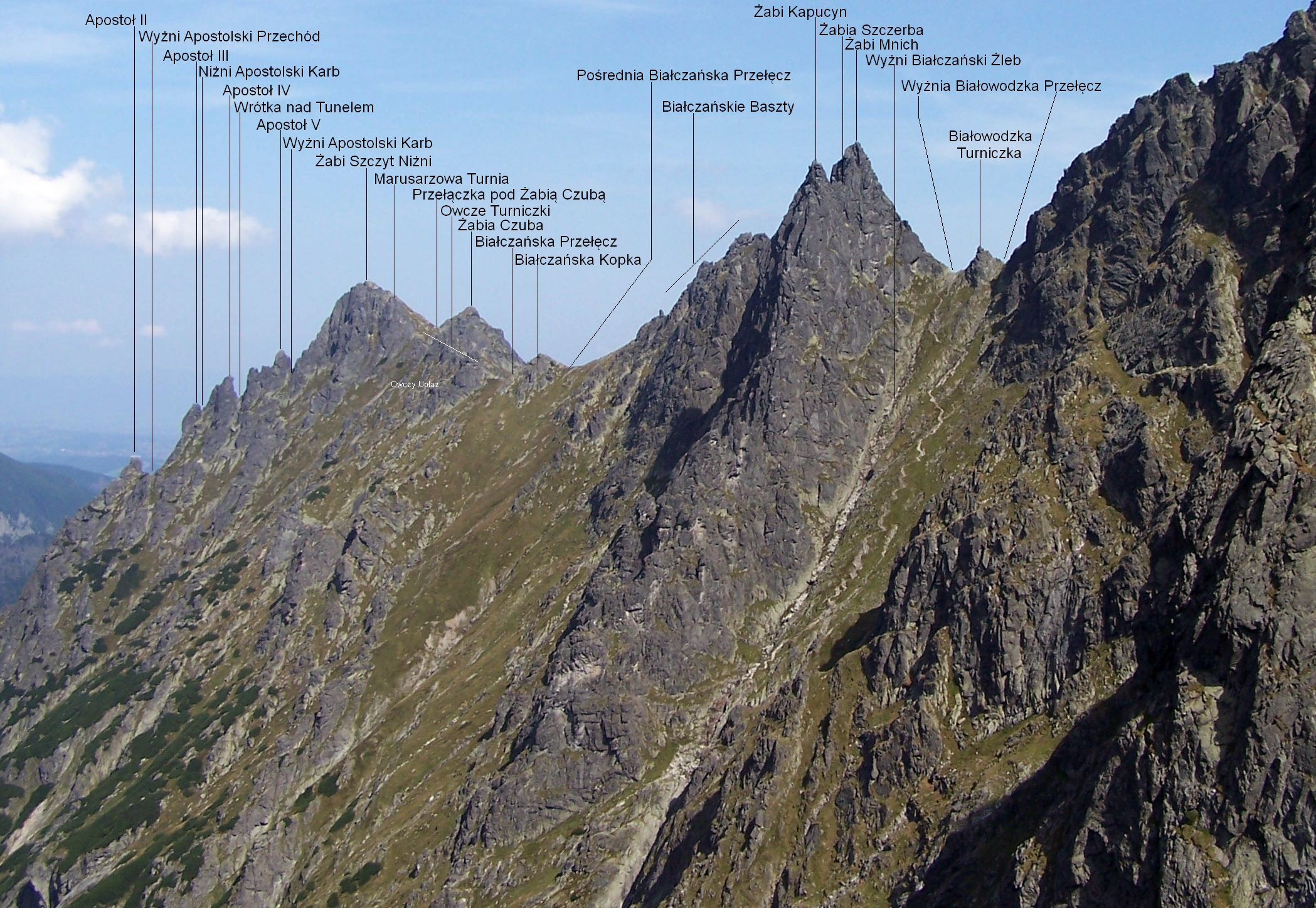
Widok od południowej strony